# Cephalobus persegnis
Cephalobus persegnis is een rondwormensoort uit de familie van de Cephalobidae. De wetenschappelijke naam van de soort is voor het eerst geldig gepubliceerd door De Man.